# 2A83
Die 2A83 ist eine russische Kampfwagenkanone des Kalibers 152 mm. Sie wurde als Bewaffnungsalternative eines künftigen Kampfpanzers entwickelt und ist vorerst nur unter ihrer GRAU-Index-Nummer 2A83 bekannt.

## Entwicklung
Ende der 1980er-Jahre wurde im Konstruktionsbüro Nr. 9 in Jekaterinburg an der Bewaffnung künftiger Kampfpanzer geforscht. Hauptentwicklungsziel war die Steigerung der Durchschlagsleistung. Es wurden verschiedene Konzepte untersucht und miteinander verglichen, von denen schließlich zwei, eine 125-mm-Glattrohrkanone (die spätere 2A82) und eine 152-mm-Glattrohrkanone (2A83), zur weiteren Entwicklung ausgewählt wurden. Diese Kanonen wurden unter anderem in den Versuchspanzern Objekt 640, Objekt 477 und T-95 erprobt. Dabei stellte sich zum Beispiel heraus, dass der theoretische Leistungsvorteil der 152-mm-Kanone in der Praxis nicht so groß war, als dass er deren Nachteile wie höheres Gewicht, voluminösere Munition (und dadurch geringerer Munitionsvorrat) überwog. Daher wurde die 125-mm-Glattrohrkanone 2A82 als Bewaffnung des neuen Kampfpanzers ausgewählt.
Die 2A83 bleibt aber weiterhin eine Option, um den T-14 kampfwert zu steigern, falls dies erforderlich werden sollte. Der Turm des T-14 wurde bereits so konstruiert, dass er die größere Kanone aufnehmen kann. Der Kampfsatz würde 40 anstelle von 45 Schuss betragen, davon 24 gegenüber 32 als Bereitschaftsmunition im Ladeautomat.

## Beschreibung
Die 2A83 ist eine halbautomatische Kanone im Kaliber 152 mm. Sie ist vollstabilisiert und besteht aus den Baugruppen Rohr, Bodenstück mit Verschluss sowie Rohrwiege, Rücklaufeinrichtung und Abfeuereinrichtung. Das glatte Rohr ist mit dem Bodenstück verschraubt. Die Kanone ist in einer Jackenwiege gelagert und mit einem Flachkeilverschluss ausgestattet. Die Bezeichnung „halbautomatische Kanone“ bezieht sich hier lediglich darauf, dass kein Dauerfeuermodus zur Verfügung steht, während sonst bei Artillerie dieser Terminus üblicherweise für Geschütze verwendet wird, die nach dem Abfeuern die Kartusche/Hülse selbsttätig auswerfen und die Abfeuereinrichtung spannen, während der nächste Schuss manuell geladen werden muss.
Es ist anzunehmen, dass ihr Rohr ebenso wie die letzten in die Bewaffnung der russischen Armee übernommenen Panzerkanonen 2A46M3 und 2A82 im Autofrettage-Verfahren hergestellt wird und hartverchromt ist. Es wird angenommen, dass elektrohydraulische Richtantriebe verwendet werden, da die große Masse der Kanone nicht realistisch auf andere Art bewegt und vor allem stabilisiert werden kann.
Trotz ihrer größeren Masse und des aufgrund der höheren Mündungsenergie ebenfalls größeren Rückstoßes soll der Rohrrücklauf der 2A83 nicht länger als der der 2A82 sein.

## Munition
Über die Munition der 2A83 ist bisher nicht viel bekannt. Vermutlich wird sie, allein aufgrund des größeren Kalibers, wie auch die 125-mm-Munition ihrer Vorgänger zweiteilig sein und aus dem Geschoss und einer Teilabbrandkartusche bestehen. Die Durchschlagsleistung des Wuchtgeschosses wird in verschiedenen Veröffentlichungen „mit über 1024 mm RHA“, und zwar auch noch in Entfernungen von bis zu 5 km, angegeben.
Neben Wuchtgeschossen stehen vermutlich Hohlladungsgranaten und Rohrraketen zur Verfügung, ebenso wird davon berichtet, dass eine Variante der Lenkgranate Krasnopol zur Verfügung stehen wird.